# Nilgirifnittertrast
Ej att förväxla med fågelarten nilgiritrast (Zoothera neilgherriensis).
Nilgirifnittertrast (Montecincla cachinnans) är en fågel i familjen fnittertrastar som enbart förekommer i ett litet område i sydvästra Indien.

## Utseende
Nilgirifnittertrasten är en liten (20,5 cm) fnittertrast med matt bronsbrun ovansida och roströd undersida. På huvudet syns ett tydligt vitt ögonbrynsstreck, grå hjässa, svart haklapp och rostfärgade örontäckare. Den är mycket lik banasurafnittertrasten som tidigare behandlades som underart till nilgirifnittertrasten, men denna skiljer sig på smutsvita örontäckare istället för roströda, grått på bröst och halssidor med mörk streckning centralt (ostreckat rostorange hos nilgirifnittertrasten), ljusare rostrött på buken och hos honan kortare vinge och stjärt.

## Utbredning och systematik
Fågeln har sitt utbredningsområde i sydvästra i Indien i Nilgiribergen. Tidigare behandlades banasurafnittertrasten (Montecincla jerdoni) som en underart till nilgirifnittertrast men urskiljs numera oftast som egen art efter studier.

### Släktestillhörighet
Nilgirifnittertrasten och ytterligare tre nära släktingar, alla förekommande i södra Indien, inkluderades tidigare i Trochalopteron eller i Garrulax när den förra inkluderades i den senare. Genetiska studier har dock visat att arterna i släktet står närmare exempelvis prakttimalior (Liocichla) och sångtimalior (Leiothrix) och lyfts därför numera vanligen ut till det nyskapade släktet Montecincla.

## Status
Nilgirifnittertrasten har ett mycket litet utbredningsområde, vilket gör den sårbar. Dock påträffas den även i miljöer påverkade av människan och minskar förmodligen i antal endast i begränsad omfattning. Internationella naturvårdsunionen IUCN kategoriserar arten som nära hotad.

## Namn
Nilgiri är namnet på en bergskedja i sydvästra Indien.